# Amancio Amaro
Amancio Amaro Varela (A Coruña, 1939. október 16. – 2023. február 21.) Európa-bajnok spanyol labdarúgó, edző. 2022. október 2-től egészen a haláláig a Real Madrid tiszteletbeli elnöke volt.

## Pályafutása

### Klubcsapatban
1958 és 1962 között a Deportivo de La Coruña, 1962 és 1976 között a Real Madrid labdarúgója volt. A Real Madriddal kilenc bajnoki címet és három spanyolkupa-győzelmet ért el. Tagja volt az 1965–66-os BEK-győztes csapatnak.

### A válogatottban
1962 és 1974 között 42 alkalommal szerepelt a spanyol válogatottban és 11 gólt szerzett. Tagja volt az 1964-es Európa-bajnok csapatnak. Részt vett az 1966-os angliai világbajnokságon.

### Edzőként
1982 és 1984 között a Real Madrid Castilla, 1984–85-ban a Real Madrid vezetőedzőjeként tevékenykedett.

## Statisztikái

### Válogatott góljai
| #   | Időpont           | Helyszín                                 | Ellenfél       | Állás | Végeredmény | Kiírás               |
| --- | ----------------- | ---------------------------------------- | -------------- | ----- | ----------- | -------------------- |
| 1.  | 1963. május 30.   | San Mamés, Bilbao, Spanyolország         | Észak-Írország | 1–0   | 1–1         | 1964-es Eb-selejtező |
| 2.  | 1964. március 11. | Sánchez Pizjuán, Sevilla, Spanyolország  | Írország       | 1–0   | 5–1         | 1964-es Eb-selejtező |
| 3.  | 1964. március 11. | Sánchez Pizjuán, Sevilla, Spanyolország  | Írország       | 3–1   | 5–1         | 1964-es Eb-selejtező |
| 4.  | 1964. június 17.  | Santiago Bernabéu, Madrid, Spanyolország | Magyarország   | 2–1   | 2–1         | 1964-es Eb-selejtező |
| 5.  | 1966. július 15.  | Hillsborough, Sheffield, Anglia          | Svájc          | 2–1   | 2–1         | 1966-os Vb           |
| 6.  | 1968. február 28. | Sánchez Pizjuán, Sevilla, Spanyolország  | Svédország     | 1–1   | 3–1         | Barátságos mérkőzés  |
| 7.  | 1968. február 28  | Sánchez Pizjuán, Sevilla, Spanyolország  | Svédország     | 2–1   | 3–1         | Barátságos mérkőzés  |
| 8.  | 1968. május 8.    | Santiago Bernabéu, Madrid, Spanyolország | Anglia         | 1–0   | 1–2         | 1968-as Eb-selejtező |
| 9.  | 1969. április 30. | Camp Nou, Barcelona, Spanyolország       | Jugoszlávia    | 1–0   | 2–1         | 1970-es Vb-selejtező |
| 10. | 1969. október 15. | José Antonio, La Línea, Spanyolország    | Finnország     | 5–0   | 6–0         | 1970-es Vb-selejtező |
| 11. | 1972. október 19. | Insular, Las Palmas, Spanyolország       | Jugoszlávia    | 1–0   | 2–2         | 1974-es Vb-selejtező |